# ОШ „Здравко Гложански” Бечеј
Основна школа „Здравко Гложански” Бечеј је највећа основна школа у општина Бечеј. Школа је заступљена у три објекта, први два у улици Доситејева 4 у Бечеју а издвојено одељење Радичевић се налази на адреси Жарка Зрењанина 29, 21225 Радичевић.

## Историјат школе
Први део зграде у којој се данас налази ОШ "Здравкo Гложански“ изграђен је далеке 1868. године. Првобитно је то била Манастирска школа у којој су се школовала женска деца католичке вере из Старог Бечеја.
Школа је под данашњим именом основана 6. јуна 1955. године одлуком Народног одбора среза бечејског. Име је добила по Здравку Гложанском, дипломираном правнику, учеснику НОР- а из Бечеја. У знак сећања 1977. године испред школе је откривена његова спомен биста, а 2022. године биста је и обновљена. На предлог Савета за просвету и културу СО Бечеј од 1. октобра 1969. године овој школи је припојена Основна школа „Жарко Зрењанин“ из Радичевића.                              
Рад се у централном објекту одвија на 2 наставна језика – српском и мађарском језику, а у 8 одељења само на српском наставном језику у издвојеном одељењу Радичевић, у две смене.